# Kecamatan Kuwarasan
Kecamatan Kuwarasan är ett distrikt i Indonesien.   Det ligger i provinsen Jawa Tengah, i den västra delen av landet, 300 km sydost om huvudstaden Jakarta.